# Molloqhawa
Molloqhawa es un sitio arqueológico en el Perú.

## Localización
Se localiza dentro del distrito de Alto Pichigua en la provincia de Espinar del departamento de Cusco, a una altitud de 4000 m s. n. m., con el nombre de Molloccahua.